# Stazione di Piazza Armerina
La stazione di Piazza Armerina era una delle principali stazioni della ferrovia a scartamento ridotto Dittaino-Piazza Armerina-Caltagirone, delle FS, dismessa nel 1971. Era a servizio di Piazza Armerina.

## Storia

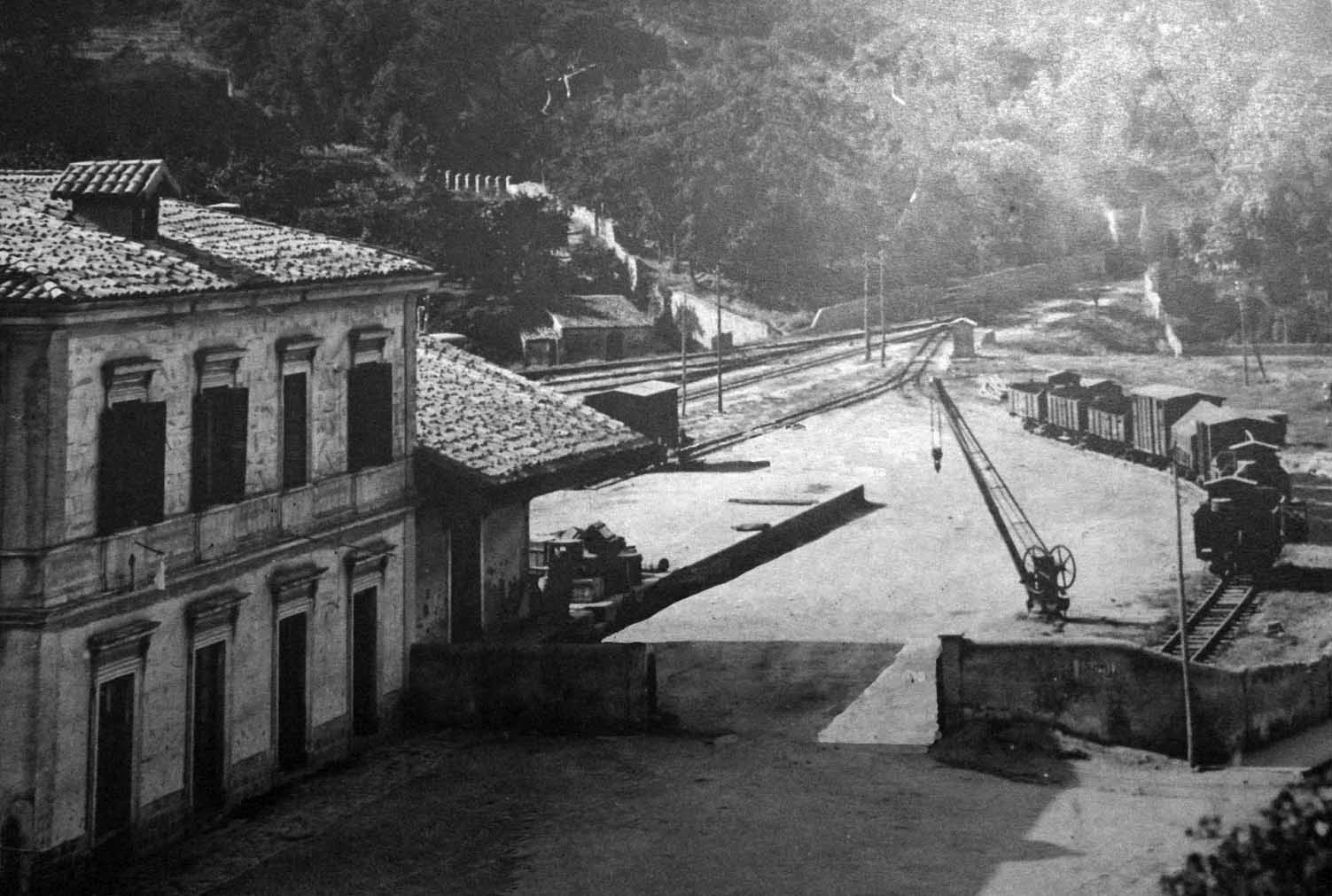
Fabbricato viaggiatori e scalo merci

La stazione di Piazza Armerina venne inaugurata il 7 settembre 1920 contestualmente all'apertura al traffico della tratta Valguarnera-Piazza Armerina della linea proveniente da Dittaino.
Fino agli anni sessanta era collegata mediante la ferrovia anche a Caltagirone, da cui era possibile raggiungere via ferrovia anche Siracusa e Ragusa mediante coincidenza alla stazione FS di Vizzini con i treni della ferrovia Siracusa-Ragusa-Vizzini, anch'essa soppressa, e, tramite la stazione di Dittaino, alla linea ferroviaria principale FS per Enna, Palermo e Catania. 
La linea serviva molti comuni della zona sud della provincia di Enna ed era molto trafficata, nel tratto fino a Dittaino, soprattutto in funzione dell'attività mineraria importante delle grandi miniere di Floristella e Grottacalda, quando ancora il traffico su strada era inconsistente o inadeguato. 
La stazione venne dismessa, assieme alla ferrovia, nel 1971, contestualmente alla chiusura della linea nonostante avesse un buon traffico viaggiatori.

## Strutture e impianti
L'edificio principale di stazione era un massiccio fabbricato a due livelli di forma classica a 4 luci di prospetto e 3 laterali. Affiancato ad esso a destra insisteva il magazzino merci con tettoia a binario tronco affiancato con piano caricatore. A lato l'ampio piazzale dei binari merci. Di fronte al fabbricato 3 binari con 2 marciapiedi senza pensiline per il servizio viaggiatori.

### Il deposito locomotive
Adiacente alla stazione venne costruito anche il deposito locomotive per il rimessaggio e il rifornimento delle locomotive a vapore del gruppo R.370 e in seguito delle automotrici RALn 60.

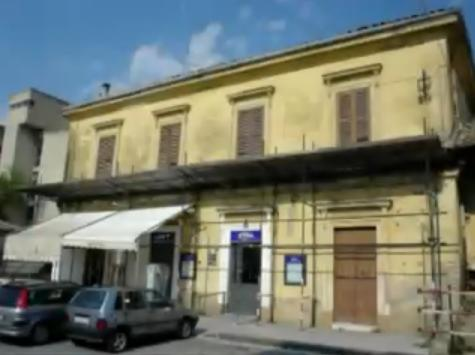
Fabbricato dell'ex stazione di Piazza Armerina destinato ad altro uso

## Movimento
Il quadro orario prevedeva, nel 1938, tre coppie di treni giornalieri per Dittaino e viceversa e due coppie di treni per Caltagirone e viceversa; di questi una coppia era di categoria omnibus il resto era di categoria misto tutti effettuati con trazione a vapore.
L'immissione in servizio delle automotrici RALn 60 all'inizio degli anni cinquanta permise un sostanziale miglioramento dell'offerta: i treni da e per Dittaino divennero sette coppie di cui una sola, di materiale ordinario e trazione a vapore di categoria omnibus; quelli per la direttrice di Caltagirone furono cinque coppie, di cui una di categoria omnibus. La percorrenza media si dimezzò soprattutto nella tratta per Dittaino.
L'orario invernale del 1970 prevedeva l'effettuazione di sei coppie di treni, con automotrici, tra Dittaino e Piazza Armerina. Il collegamento con Caltagirone veniva svolto con autoservizio sostitutivo con cinque coppie di autocorse, in partenza e in arrivo sul piazzale esterno della stazione.